# Talalora
Talalora ist eine philippinische Stadtgemeinde in der Provinz Samar. Sie hat 8057 Einwohner (Zensus 1. August 2015).

## Baranggays
Talalora ist politisch in elf Baranggays unterteilt.
- Bo. Independencia
- Malaguining
- Mallorga
- Navatas Daku
- Navatas Guti
- Placer
- Poblacion Barangay I
- Poblacion Barangay II
- San Juan
- Tatabunan
- Victory